# Liste der rumänischen Abgeordneten zum EU-Parlament (2024–2029)
Die Liste der rumänischen Abgeordneten zum EU-Parlament (2024–2029) listet alle rumänischen Mitglieder des 10. Europäischen Parlaments nach der Europawahl in Rumänien 2024 auf.

## Aktuelle Mandatsstärke der Parteien
- S&D: 11
- G/EFA: 1
- RE: 3
- EVP: 10
- EKR: 6
- NI: 2

| Nationale Partei                              | Mandate | Fraktion                                                     |
| --------------------------------------------- | ------- | ------------------------------------------------------------ |
| Partidul Social Democrat (PSD)                | 11      | Fraktion der Progressiven Allianz der Sozialdemokraten (S&D) |
| Partidul Național Liberal (PNL)               | 08      | Fraktion der Europäischen Volkspartei (EVP)                  |
| Uniunea Democrată Maghiară din România (UDMR) | 02      | Fraktion der Europäischen Volkspartei (EVP)                  |
| Alianța pentru Unirea Românilor (AUR)         | 05      | Europäische Konservative und Reformer (EKR)                  |
| Partidul Național Conservator Român (PNCR)    | 01      | Europäische Konservative und Reformer (EKR)                  |
| Uniunea Salvați România (USR)                 | 02      | Renew Europe (RE)                                            |
| Partidul Mișcarea Populară (PMP)              | 01      | Renew Europe (RE)                                            |
| Unabhängige                                   | 01      | Die Grünen/Europäische Freie Allianz (G/EFA)                 |
| S.O.S. România (SOS RO)                       | 02      | fraktionslos                                                 |
| SUMME                                         | 33      |                                                              |

## Abgeordnete
| Bild | Name                       | geb. | MEP seit      | Partei     | Fraktion | Kommentar                                              |
| ---- | -------------------------- | ---- | ------------- | ---------- | -------- | ------------------------------------------------------ |
|      | Adrian-George Axinia       | 1977 | 16. Juli 2024 | AUR        | EKR      |                                                        |
|      | Dan Barna                  | 1975 | 16. Juli 2024 | USR        | RE       |                                                        |
|      | Adrian-Dragoș Benea        | 1975 | 2. Juli 2019  | PSD        | S&D      |                                                        |
|      | Rareș Bogdan               | 1974 | 2. Juli 2019  | PNL        | EVP      |                                                        |
|      | Daniel Buda                | 1970 | 1. Juli 2014  | PNL        | EVP      |                                                        |
|      | Gheorghe Cârciu            |      | 16. Juli 2024 | PSD        | S&D      |                                                        |
|      | Andi-Lucian Cristea        | 1982 | 2. Dez. 2024  | PSD        | S&D      | Nachgerückt für Roxana Mînzatu; bereits 2014–2019 MdEP |
|      | Vasile Dîncu               | 1961 | 16. Juli 2024 | PSD        | S&D      | bereits 2007 kurzzeitig MdEP                           |
|      | Gheorghe Falcă             | 1951 | 2. Juli 2019  | PNL        | EVP      |                                                        |
|      | Gabriela Firea             | 1972 | 16. Juli 2024 | PSD        | S&D      |                                                        |
|      | Maria Grapini              | 1964 | 1. Juli 2014  | PSD        | S&D      |                                                        |
|      | Mircea Hava                | 1956 | 1. Juli 2014  | PNL        | EVP      |                                                        |
|      | Diana Iovanovici Șoșoacă   | 1975 | 16. Juli 2024 | SOS RO     | NI       |                                                        |
|      | Luis Lazarus               |      | 16. Juli 2024 | SOS RO     | NI       |                                                        |
|      | Claudiu Manda              | 1967 | 2. Juli 2019  | PSD        | S&D      |                                                        |
|      | Roxana Mînzatu             | 1980 | 16. Juli 2024 | PSD        | S&D      | Ausgeschieden am 30. November 2024                     |
|      | Dan Motreanu               | 1970 | 2. Juli 2019  | PNL        | EVP      |                                                        |
|      | Siegfried Mureșan          | 1981 | 1. Juli 2014  | PNL        | EVP      |                                                        |
|      | Ștefan Mușoiu              | 1975 | 16. Juli 2024 | PSD        | S&D      |                                                        |
|      | Victor Negrescu            | 1985 | 1. Feb. 2020  | PSD        | S&D      |                                                        |
|      | Dan Nica                   | 1960 | 1. Juli 2014  | PSD        | S&D      |                                                        |
|      | Gheorghe Piperea           | 1970 | 16. Juli 2024 | AUR        | EKR      |                                                        |
|      | Virgil-Daniel Popescu      | 1968 | 2. Juli 2019  | PNL        | EVP      |                                                        |
|      | Nicolae Ştefănuţă          | 1982 | 2. Juli 2019  | Unabhängig | G/EFA    |                                                        |
|      | Șerban-Dimitrie Sturdza    | 1967 | 16. Juli 2024 | AUR        | EKR      |                                                        |
|      | Claudiu Târziu             | 1973 | 16. Juli 2024 | AUR        | EKR      |                                                        |
|      | Maria-Georgiana Teodorescu |      | 16. Juli 2024 | AUR        | EKR      |                                                        |
|      | Cristian Terheş            | 1978 | 2. Juli 2019  | PNCR       | EKR      |                                                        |
|      | Eugen Tomac                | 1981 | 2. Juli 2019  | PMP        | RE       |                                                        |
|      | Mihai Tudose               | 1967 | 2. Juli 2019  | PSD        | S&D      |                                                        |
|      | Adina Vălean               | 1968 | 16. Juli 2024 | PNL        | EVP      | bereits 2007–2019 MdEP                                 |
|      | Loránt Vincze              | 1977 | 2. Juli 2019  | UDMR       | EVP      |                                                        |
|      | Vlad Voiculescu            | 1983 | 16. Juli 2024 | USR        | RE       |                                                        |
|      | Iuliu Winkler              | 1964 | 10. Dez. 2007 | UDMR       | EVP      |                                                        |